# William Browne
William Browne (Tavistock, 1590 – Ottery Saint Mary, 1645) è stato un poeta britannico.
Poeta pastorale, pubblicò Pastorali di Britannia (1613) e La piva dei pastori (1614).